# 西連寺亜希
西連寺 亜希（さいれんじ あき、1995年1月12日 - ）は、日本の女性声優、紙芝居師。茨城県出身。

## 経歴
専門学校東京アナウンス学院卒業。高校時代に所属していた放送部は強豪で、西連寺の在籍中は県大会で全部門を制覇している。
トリトリオフィスのパワー・ライズへの合流に伴い、2015年6月にパワー・ライズに参加。2021年5月末日に同事務所を退所。2022年12月26日よりグリーンノートに所属。
2018年3月から2019年1月まで、阿佐ヶ谷アニメストリートにあるアニメコラボカフェ「shirobaco」で声優店員（"shirobacoタマ5"の5期生）を務めた。
声優業の傍ら2019年に渋谷紙芝居塾を卒業（10期）。倉嶋らむね（声優の倉田雅世）らが2010年に結成した紙芝居師ユニット「もえかみ!」の後継ユニットである「花咲きロマン娘」（ハナムス）の一員として紙芝居師活動を行っている。紙芝居師としての名義は「れんじゃー」。メンバーカラーは桃色。

## 人物
好きなアニメの男性主人公を演じていたのが女性だと知り驚いたことから、声優という職業を意識するようになった。性別や年齢などに関係なく表現できるのが面白い世界だと思ったという。
好きなものはイチゴと猫、他。趣味は散歩と映画鑑賞。中学時代は吹奏楽部でチューバを担当していた。

## 出演
太字は主役・メインキャラクター。

### テレビアニメ
2019年
- 厨病激発ボーイ（空良ちゃん推しの少女、下川美咲）

2020年
- ネコぱら（戦国メイド）
- D4DJ First Mix（女生徒）

2023年
- 16bitセンセーション ANOTHER LAYER（コギャルホステスA）

### 劇場アニメ
- 映画しまじろう しまじろうとそらとぶふね（2021年）[22]

### OVA
- ロボットガールズZ フルコンプBlu-ray（2018年、グロちゃん[23][24]）

### ゲーム
2016年
- ピリオドキューブ 〜鳥籠のアマデウス〜

2017年
- 巨影都市（女性乗客、他）
- 刻のイシュタリア（スキュラ、ヴィーナス、ベル、アネモネ、クレア、ペレ）

2018年
- かんぱに☆ガールズ（アキラ・キラ、ロッサナ・プラダ）
- 結城友奈は勇者である 花結いのきらめき
- 天涯ニ舞ウ、粋ナ花 
- りっく☆じあ〜す（三軒屋 廻琉、M1128 ストライカーMGS、AMX 50B）

2019年
- 妖怪百姫たん!（トウビョウ）
- ロボットガールズZ ONLINE（光黄シイナ、グロイザーX）
- Last Kings（セニアル、ヘルボール）

2020年
- エルダーアーク（ロゼッタ、ファーレ）
- TRAHA（女性小柄D）
- ステラアルカナ 愛の光と運命の絆（ヴィクトリア、シシリア、他）
- エースアーチャー（青龍、フレイヤ、スルト）
- 戦の海賊（セナ）
- 天姫契約〜ファイナルプリンセス〜（しおん）
- ちょいと召喚! モンスターバスケット（ブラフマー、ケツァルコアトル、ウンディーネ、フランケンタロス）

2021年
- うみねこのなく頃に咲 〜猫箱と夢想の交響曲〜
- 東方ダンマクカグラ（蓬莱山輝夜）
- 月姫 -A piece of blue glass moon-
- Storia -宝物娘-（宝石地球儀）
- Demon's Rider（ハル）

2022年
- エターナルリターン（マイ）

2024年
- ウマ娘 プリティーダービー（フリオーソ）
- 不思議の幻想郷 -FORESIGHT-（奥野田美宵）
- かんぱに☆ガールズ RE:BLOOM（イシュー・チェシィ）

### ラジオドラマ
- 魔道祖師 日本語版ラジオドラマ 第1期後編（2020年、子ども（江澄役）[63][64]、紙人形の妹[65]）
- 交響限界013（2022年、キャプテン・シンフォニカ[66]）
- 魔道祖師 日本語版ラジオドラマ 第3期（2023年、修行者J女）

### ドラマCD
- マグネロボシリーズ第4弾『闘影ジ・カイザー』オリジナルドラマCD（2017年、光黄シイナ[67]）
- ドラマCD『SWEETと呼ぶにはまだ早い』（2019年）[6]

### ASMR
- メイドさんは癒し隊～後輩メイド四葉のやかまし癒し空間でまったりお世話タイム～(2024年、四葉)

### 映画
- 私は絶対許さない（2018年）[68]

### 吹き替え
- スリープレス それは、眠ると憑いてくる。（英語: Slumber (film)）（2018年、リアム、他）[6]
- スペルズ/呪文（英語: Queen of Spades: Through the Looking Glass）（2019年、アルチョム[69]）

### 同人・オリジナルアニメ
- 第13回 東方M-1ぐらんぷり（2018年、依神紫苑）
- 第14回 東方M-1ぐらんぷり（2019年、メルラン・プリズムリバー[70]）
- 第15回 東方M-1ぐらんぷり（2020年、ドレミー・スイート、依神紫苑）[71]
- Bite the Bullet（2022年、イヴ[72]）
- 第18回 東方M-1ぐらんぷり（2023年、依神紫苑）[73]

### ラジオ・インターネット配信
- 丁晨・角掛みなみのゆるドラ（2014年 - 2015年、RADIO LOVEAT）
  - 劇中作「魔法少女ヤンデルとグレーテル」- ヤンデル 役[74]
  - 第17回ゲスト[6]
- 大橋歩夕の喫茶フェアリーテイルズ（2015年2月22日、声旬! ラジオ）- 第34回ゲスト[75]
- クマの湯おけ! Ust／SHOWROOM（2015年 - 2016年、Ustream、その後SHOWROOM） - 番組アシスタント「クマの湯SPRING」[6]
- 恭子とりえのぶっちゃけRadio!（2016年4月29日、ニコニコ生放送）- ゲスト[76]
- ロボットガールズZスペシャル2017冬の陣〜ドキッ ジ・カイザーも加わって大騒ぎ〜（2017年2月1日、ニコニコ生放送）- 光黄シイナ役[77]
- ロボットガールズZスペシャル2017年ミラクル夏の陣（2017年7月24日、ニコニコ生放送）[6]
- 帝都電詠ラヂヲ局（YouTube）
  - #011（2018年3月16日）- ゲスト[78]
  - #054「新春! ゲストークSP!」（2019年1月17日）- ゲスト[79]
- ロボットガールズスペシャル 2018年プロジェクト大発表だZ!（2018年3月21日、YouTube）[80]
- かんぱに☆ガールズ公式生放送「夏の緊急発表!!」（2018年6月28日、ニコニコ生放送）- ゲスト[81]
- くらたまごはん（2020年3月20・21日、YouTube）- 第7回・第8回ゲスト[82][83]
- 京ちゃん、妙ちゃん、かんづめさん（2020年7月17日、YouTube）- 第2回ゲスト[84]
- きょう、妙ちゃんはなんだろう？（2020年7月24日、YouTube）- 第2回ゲスト[85] ※紙芝居あり
- 太陽系放送局-SSBC-（2020年7月17日、YouTube）- 第39回・第43回ゲスト[86][87]

### CM
- 井ノ瀬運送 ラジオCM（2016年 - 2017年、FM NACK5）[88][89]
- カネコ・コーポレーション ラジオCM（2019年、FM NACK5）[90]
- 涼海風羽『雷音の機械兵〔アトルギア〕』（幻冬舎）CM（2022年、Web）[91]
- HAL（2023年、学校ウェブサイト・テレビ）[92]

### 舞台・朗読
- 朗読&ライブ「クマの湯おけ!」（公開生配信）
  - 東京ドームへの道 第1章〜天窓の湯〜（2015年5月16日、四谷天窓）[93]
  - Ustスペシャル〜肉とうどん〜（2015年8月8日、13式催事空間）[94]
  - Ustスペシャル〜1周年記念でメリー年忘れ☆〜（2015年12月12日、13式催事空間）[95]
  - 東京ドームへの道 第2章〜ブラッツの湯〜（2016年2月27・28日、THEATER BRATS）[6][96]
    - 「70〜bolt」- 門田麻衣子 役
    - 「70〜unbolt」- 門田麻衣子 役

  - 春のSPRING祭り!! 〜お皿はありません〜（2016年5月22日昼、13式催事空間）[97]
  - SHOWROOMスペシャル〜さよなら五月病! むぎゅ♥〜（2016年5月22日夜、13式催事空間）[98]
  - 田中一成追悼トーク&ライブ「バディベアpresents カズナリ☆ソニック」（2016年11月6日、上野Untitled）[99]
  - 『ĀTRAIL（アートレイル）』発売記念イベント（2016年11月13日、AKIHABARAゲーマーズ本店）- 安茂里みなと 役[100]
- オペラ『ラインの黄金』（2015年10月、新国立劇場）- 助演[6]
- 劇団軌跡Vol.24『淑女（レディ）のお作法』（2015年12月9日 - 13日、萬劇場）- 佐織 役[6]
- レティクル東京座 N<ニュートラル>エンタメ公演『皇宮陰陽師アノハ』（2017年9月27日 - 10月2日、池袋シアターグリーン BIG TREE THEATER）- 美琴 役[6]
- 定期朗読ライブ「Morning Leze（モーニング・レーゼ）」
  - 倉田雅世&西連寺亜希（2018年3月18日、吉祥寺「幸宴」）[101]
  - 西連寺亜希&香月亜美（2019年1月20日、絵音カフェ）[102]
- レティクル東京座 D<ダーク>エンタメ公演『氷雨丸 -常花の青年遊廓-』（2018年6月6日 - 10日、新宿村LIVE）- 家鴨子 役[103][6]
- 「」→○.企画公演『法王庁の避妊法』（2018年12月28日 - 30日、大森山王FOREST）- ハナ 役[104][105]
- guizillen『土木座』（2020年1月3日 - 6日、花まる学習会王子小劇場）- 三女 イリナ 役 [106]
- 即興コントステージ（2021年7月11日、四谷三丁目ドリームシアター）[107]
- 舞台『幸せの刻』（2022年2月11日 - 13日、阿佐ヶ谷シアターシャイン）[108]
- おむすびシアターBAR リーディングライブ（2022年 - ）
- "朗読×ACT"theater『アイディール・セミナー』（2024年12月11、12、14日、新宿村LIVE）-  暁 役[109]

### イベント
- ミラクルロボットフォースVSロボットガールズZ コラボイベント（2017年10月7日、ユナイテッド・シネマ アクアシティお台場）- ゲスト[110][111]
- 中野×杉並アニメフェス2017／スーパーロボットまんがまつり（2017年11月12日、コングレススクエア中野）- 第2部ゲスト[112]
- ダイナミックまんがまつり（2018年10月20日、中野セントラルパークカンファレンス）- ゲスト[113]
- 画業50年“突破”記念 永井GO展連動上映イベント「永井GOアニメまつり」（2019年9月15日、TOHOシネマズ上野）- 2日目司会進行[114][115]
- guizillen「ギジレン年越し祭」（2019年12月31日、花まる学習会王子小劇場）[116]

### 紙芝居
2019年
- 渋谷紙芝居塾10期卒業生御披露目口演（7月28日、台場一丁目商店街）
- かっぱ橋かおう会商店街夏祭り「かっぱの夏休み」紙芝居口演（8月24日、かっぱ橋かおう会商店街）

2020年
- 『花咲きロマン娘』口演「香りの戦士アロマエンジェル」（1月26日、デックス東京ビーチ、台場一丁目商店街）- ミッチ 役
- 新型コロナウイルス感染症の流行を受けて
  - 『花咲きロマン娘』無観客紙芝居口演「香りの戦士アロマエンジェル」第1話前編（3月21日、YouTube）- ミッチ 役
  - 『花咲きロマン娘』リモート紙芝居口演「モーリーとキッキー」（4月25日、YouTube）- リレー形式
  - 『花咲きロマン娘』「ハナムス＊X'masパーティー2020」〜ハナムスサンタのプレゼント〜（12月19日、TwitCasting）

2022年
- 荒川区「スマイル&ハッピー〜ドキ2×ワク2商店街まつり〜」紙芝居口演（10月16日、浅草ひさご通り）
- 渋谷画劇団定期紙芝居口演「保険相談サロンFLP×紙芝居ショー！」（12月10日、港北みなも）

2023年
- 「ふるさと祭り東京2023」紙芝居口演（1月21日、東京ドーム）※宮西れん名義
- 渋谷画劇団定期紙芝居口演「GODAI港北ｘ紙芝居ショー！」（10月14日、港北みなも）

### ボイスコミック
- オンラインの羊たち（2019年、梅野めぐ）[6][125]

## ディスコグラフィ

### キャラクターソング
| 発売日         | 商品名                                    | 歌 | 楽曲               | 備考                                      |
| -------------- | ----------------------------------------- | --- | ------------------ | ----------------------------------------- |
| 2024年12月11日 | ウマ娘 プリティーダービー WINNING LIVE 23 | フリオーソ（西連寺亜希） | 「Dear My Dream」  | ゲーム『ウマ娘 プリティーダービー』関連曲 |
| 2024年12月11日 | ウマ娘 プリティーダービー WINNING LIVE 23 | ビワハヤヒデ（近藤唯）、エアシャカール（津田美波）、ナリタタイシン（渡部恵子）、フリオーソ（西連寺亜希）、トランセンド（塚田悠衣）、エスポワールシチー（亜咲花）、シンボリクリスエス（春川芽生）、タニノギムレット（松岡美里） | 「うまぴょい伝説」 | ゲーム『ウマ娘 プリティーダービー』関連曲 |